# Завод комунікаційного обладнання «PZL-Kalisz»
Wytwórnia Hardware Komunikacyjnego "PZL-Kalisz" (WSK "PZL-Kalisz") (пол. Wytwórnia Sprzętu Komunikacyjnego „PZL-Kalisz”) - підприємство електромеханічної промисловості, акціонерне товариство з м. Каліш, створене в 1941 році, націоналізоване в 1946 році, приватизоване в 1996 році; виробник авіаційних двигунів, в т.ч. АШ-62 і АІ-14 і агрегати для двигуна TWD-10B.

## Історія
Заводи були засновані в 1941 році в окупованому німцями Каліші під назвою Zollern-Werke-Weser Flug. Вони займалися виробництвом циліндрів для двигунів вантажних автомобілів. Після Другої світової війни, у 1946 році, фабрика була націоналізована як колишня німецька власність і перетворена на державну компанію Państwowe Zakłady Samochodowe, перейменовану в 1949 році в Zakłady Urządzeń Samochodowego та Kaliskie Zakłady Naprawy Samochodowy, які ремонтують двигуни та запчастини до них.
У 1952 році влада вирішила змінити профіль на виробництво авіаційних двигунів. Завод на короткий час змінив назву на Wytwórnia Urządzeń Komunikacyjnego Delta (WSK Delta), а потім на остаточну назву Wytwórnia Urządzeń Komunikacyjnego «PZL-Kalisz». Чисельність зайнятості досягла 5700 осіб. Випускалися двигуни за радянською ліцензією, перші М-11Д і FR (для літаків типу CSS-13, Як-18, LWD Junak). У 1956 р. розпочато виробництво двигуна АІ-14 Р (річний випуск 100-120) для літаків Jak-12, PZL-101 Gawron і PZL-104 Wilga.
З 1961 року заводи виробляли за радянською ліцензією двигун АСЗ-62ІР, який став їх основною продукцією – обсяг виробництва досягав близько 1200 одиниць на рік. З 1971 по 1980 роки для винищувачів сімейства Лім випускалися також турбореактивні двигуни Ліс-2 і Ліс-5. У 1980-х роках у співпраці з PZL-Rzeszów були впроваджені ліцензійні турбінні двигуни TWD-10B для літаків PZL Ан-28, виробництво яких було припинено в 1991 році. Виготовляли також вузли двигунів танків С-11, С-12 і С-12У, а також за замовленням радянські елементи механізації літаків Іл-86 та Іл-96. З 1987 року завод був постачальником передач для канадської компанії Pratt & Whitney Canada.
У 1990-х роках через економічну трансформацію в Польщі та згортання експорту на ринки колишніх соціалістичних країн (близько 90% продукції) завод опинився у складному економічному становищі. У 1992 році на базі частини активів і персоналу WSK було створено спільне підприємство з Pratt & Whitney Canada, створивши Pratt & Whitney Kalisz Sp. z o.o. (згодом її єдиним акціонером залишилася Pratt & Whitney Canada). Спочатку в нову компанію ввели один зал, потім йому продали ще два корпуси [5]. Заводи WSK «PZL-Kalisz» самі налаштували виробництво на західні стандарти та розпочали поставки комплектуючих для великих авіакомпаній, в т.ч. для Airbus, Pratt & Whitney і Boeing, які виробляють переважно шестерні. Він також залишався субпостачальником для Pratt & Whitney Kalisz SA. 27 серпня 1996 року заводи були приватизовані шляхом підписання акту про перетворення державного підприємства WSK «PZL-Kalisz» в однойменне акціонерне товариство.
У 2017 році виробництво авіаційних компонентів для інших компаній становило близько 50% профілю заводу, а виробництво двигунів – 35%. Досі виробляють двигуни ASz-62IR (з 2015 року в модернізованому ASz-62IR-16E з електронним уприскуванням палива в Каліші), а також ремонтують двигуни, що випускаються раніше. Також розроблено новий власний двигун ПЗЛ-200 потужністю 280 л.с., який перебував на етапі випробувань у 2017 році. У 2017 році на заводах працювало 580 осіб, у 2018 році вже було 720.